# Hazard 2006
Hazard 2006 je album skupine Hazard. Album vsebuje šest novih avtorskih skladb in deset starejših uspešnic. Album je izšel leta 2006 pri založbi Corona.

## Seznam skladb
| Št. | Naslov                                                                               | Dolžina |
| --- | ------------------------------------------------------------------------------------ | ------- |
| 1.  | „Srce vedno da več, kot ima‟ (D. Petrič/A. Varoga, D. Trobentar/D. Petrič)           | 3:20    |
| 2.  | „Če boš res kdaj odšla‟ (D. Petrič/A. Varoga, D. Petrič/D. Petrič, B. Doblekar)      | 3:00    |
| 3.  | „Skrivnost‟ (D. Petrič, T. Hrušovar/A. Varoga/D. Petrič)                             | 3:12    |
| 4.  | „Njej‟ (B. Doblekar, D. Petrič/A. Varoga, B. Doblekar/D. Petrič, B. Doblekar)        | 2:59    |
| 5.  | „Ženska za eno noč‟ (M. Vlašič/G. Sulejmanović/M. Vlašič, B. Grabnar)                | 2:58    |
| 6.  | „Srce vedno da več, kot ima 2‟ (D. Petrič/A. Varoga, D. Trobentar/D. Petrič)         | 2:54    |
| 7.  | „Nigdje nema tvoje luke‟ (T. Hrušovar/J. Flamengo/T. Hrušovar, B. Doblekar, D. Žgur) | 3:15    |
| 8.  | „Treba biti jak‟ (T. Hrušovar/D. Velkaverh/D. Gančev)                                | 4:07    |
| 9.  | „Najlepše pesmi‟ (T. Hrušovar/D. Velkaverh/B. Doblekar)                              | 3:03    |
| 10. | „Rože za Elzo‟ (T. Hrušovar/D. Velkaverh/T. Hrušovar)                                | 3:00    |
| 11. | „Marie, ne piši pesmi več‟ (T. Hrušovar/D. Velkaverh/B. Doblekar)                    | 3:05    |
| 12. | „Nena‟ (T. Hrušovar/D. Velkaverh/B. Doblekar)                                        | 3:38    |
| 13. | „Vsak je sam‟ (T. Hrušovar/D. Velkaverh/B. Doblekar)                                 | 3:41    |
| 14. | „Ljudje, ki sedijo v parkih‟ (D. Petrič/D. Velkaverh/D. Petrič)                      | 3:51    |
| 15. | „Andreja‟ (D. Trobentar/D. Velkaverh/D. Trobentar)                                   | 4:05    |
| 16. | „Kopalnico ima‟ (S. Mihelič/T. Gašperič/B. Doblekar)                                 | 2:33    |

## Zasedba
- Dominik Trobentar – solo vokal, bas kitara
- Braco Doblekar – vokal, tenor saksofon, konge
- Dani Gančev – vokal, klaviature, bas kitara (7–16)
- Dare Petrič – solo kitara
- Miro Čekeliš – bobni (7–16)
- Brane Kač – klaviature, vokal (1–6)